# Kinas herrlandslag i vattenpolo
Kinas herrlandslag i vattenpolo representerar Kina i vattenpolo på herrsidan. Laget slutade på nionde plats i 1984 års olympiska turnering.

### Fotnoter
1. ↑  Todor Krastev (21 mars 1984). ”Men Water Polo Olympic Games 1984 Los Angeles (USA) - 01-10.08 Winner Yugoslavia” (på engelska). Sport Statistics. Arkiverad från originalet den 5 juni 2015. https://web.archive.org/web/20150605133510/http://todor66.com/Water_Polo/Olympic/Men_1984.html. Läst 27 juni 2015.